# Стиля
Стиля (хорв. Stilja) — населений пункт у Хорватії, в Сплітсько-Далматинській жупанії у складі міста Вргораць.

## Населення
Населення за даними перепису 2011 року становило 320 осіб.
Динаміка чисельності населення поселення:

## Клімат
Середня річна температура становить 11,05 °C, середня максимальна – 24,30 °C, а середня мінімальна – -2,00 °C. Середня річна кількість опадів – 949 мм.
| Клімат поселення                              | Клімат поселення | Клімат поселення | Клімат поселення | Клімат поселення | Клімат поселення | Клімат поселення | Клімат поселення | Клімат поселення | Клімат поселення | Клімат поселення | Клімат поселення | Клімат поселення | Клімат поселення |
| Показник                                      | Січ.             | Лют.             | Бер.             | Квіт.            | Трав.            | Черв.            | Лип.             | Серп.            | Вер.             | Жовт.            | Лист.            | Груд.            |                  |
| Середній максимум, °C                         | 7,06             | 6,97             | 10,18            | 13,80            | 18,76            | 22,67            | 24,18            | 24,30            | 19,64            | 15,42            | 10,55            | 7,92             |                  |
| Середня температура, °C                       | 2,57             | 2,48             | 5,70             | 9,31             | 14,27            | 18,18            | 20,53            | 20,64            | 16,00            | 11,77            | 6,89             | 4,27             |                  |
| Середній мінімум, °C                          | −1,9             | −2               | 1,21             | 4,82             | 9,78             | 13,69            | 16,90            | 17,01            | 12,35            | 8,12             | 3,25             | 0,62             |                  |
| Норма опадів, мм                              | 82               | 75               | 76               | 80               | 65               | 62               | 43               | 56               | 77               | 105              | 123              | 105              |                  |
| Середньомісячна швидкість вітру, м/с          | 3.27             | 3.68             | 3.59             | 3.34             | 2.92             | 2.64             | 2.60             | 2.51             | 2.84             | 3.03             | 3.62             | 3.80             |                  |
| Середньомісячна сонячна радіація, кДж/м²·день | 5676             | 8255             | 11966            | 16079            | 19562            | 22415            | 24018            | 21348            | 16057            | 10523            | 6150             | 4770             |                  |
| --------------------------------------------- | ---------------- | ---------------- | ---------------- | ---------------- | ---------------- | ---------------- | ---------------- | ---------------- | ---------------- | ---------------- | ---------------- | ---------------- | ---------------- |
| Джерело:                                      |                  |                  |                  |                  |                  |                  |                  |                  |                  |                  |                  |                  |                  |